# Ritratto di Letizia Ramolino Bonaparte
Ritratto di Letizia Ramolino Bonaparte è una scultura in marmo di Antonio Canova eseguita tra il 1804 e il 1807 e conservata nella collezione Devonshire a Chatsworth House.
Esposta al Salon parigino nel 1808, l'opera riscosse immediato successo ma ricevette anche numerose critiche da parte di alcuni che la volevano rifatta pedissequamente alla celebre statua romana della Agrippina in Campidoglio. Canova quasi presago delle critiche che si sarebbero susseguite in seguito alla comparsa della statua nell'esposizione, scriveva a Quatremère de Quincy nel 1806 che "se io ho posato la mia figura presso a poco come la sposa di Germanico, non ci si troverà nessun'altra somiglianza, non solo nella testa e questo si intende, ma nel suo insieme". Nell'opera l'anziana donna - madre di Napoleone - è rappresentata sorridente seduta comodamente su una sedia alla greca con cuscini e che a sua volta poggia su un tronco cavo, mentre volge il capo verso sinistra con il braccio sinistro appoggiato allo schienale e le gambe accavallate su un poggiapiedi, in un movimento rotatorio che spezza la linearità della posa e che crea una sensazione di naturalezza che non ha nulla a che vedere con la frontalità e la rigidità della statuaria classica.
Ciò che caratterizza la scultura è l'espressione viva e coinvolgente di Letizia, che rivolge un sorriso d'intesa allo spettatore, e il vestito riccamente drappeggiato che rende la morbidezza e la flessuosità della scultura. Sarà proprio la scelta di ritrarre donne sedute o distese a ricorrere di frequente nelle opere di Canova divenendo una delle sue rappresentazioni favorite. Dell'opera l'artista ha realizzato alcuni bozzetti preparatori che presentano sensibili varianti, tra cui uno in terracotta in cui Letizia è rappresentata con le braccia conserte sul grembo e il capo non ruotato verso sinistra bensì frontale, e oggi custodito nella Gipsoteca di Possagno. Il soggetto è conosciuto in numerose varianti, come calchi in gesso e anche repliche in marmo.